# Bracknell
För andra betydelser, se Bracknell (olika betydelser).
Bracknell (engelskt uttal: [ˈbræknəl]) är en stad och civil parish i grevskapet Berkshire i södra England. Staden är huvudort i enhetskommunen Bracknell Forest och ligger cirka 44 kilometer väster om centrala London samt cirka 16,5 kilometer sydost om Reading. Tätorten (built-up area) hade 78 660 invånare vid folkräkningen år 2021.
Bland stadens företag finns Daler-Rowney, som där har huvudkontor och färgtillverkning.